# مارتین بنکه
مارتین بنکه (انگلیسی: Martin Beneke؛ زادهٔ ۱۹۶۶ (۵۸–۵۹ سال)) دانشمند در زمینه فیزیک اهل آلمان است.